# Cristina-Mădălina Stancu
Cristina-Mădălina Stancu (* 10. März 1990 in Constanța) ist eine ehemalige rumänische Tennisspielerin.

## Karriere
Stancu begann mit acht Jahren das Tennisspielen und bevorzugt Sandplätze. Sie spielte vorrangig auf der ITF Women’s World Tennis Tour, wo sie zwei Titel im Einzel und sechs im Doppel gewinnen konnte.

## College Tennis
Stancu spielte 2010 bis 2013 für das Damentennisteam der Aggies für die Texas A&M University.
2014 scheiterte sie bei den NCAA Division I Tennis Championships 2014 bereits in der ersten Runde des Dameneinzels.

## Turniersiege

### Einzel
| Nr. | Datum           | Turnier  | Kategorie   | Belag | Finalgegnerin     | Ergebnis      |
| --- | --------------- | -------- | ----------- | ----- | ----------------- | ------------- |
| 1.  | 24. Mai 2009    | Craiova  | ITF $10.000 | Sand  | Tanya Germanlieva | 6:4, 3:6, 6:2 |
| 2.  | 24. August 2014 | Bukarest | ITF $10.000 | Sand  | Gabriela Lee      | 6:4, 3:6, 6:2 |

### Doppel
| Nr. | Datum              | Turnier  | Kategorie   | Belag | Partnerin            | Finalgegnerinnen                           | Ergebnis         |
| --- | ------------------ | -------- | ----------- | ----- | -------------------- | ------------------------------------------ | ---------------- |
| 1.  | 12. September 2009 | Sarajevo | ITF $10.000 | Sand  | Karolina Jovanović   | Martina Caciotti Zuzana Zlochová           | 6:4, 0:6, [11:9] |
| 2.  | 19. September 2009 | Doboj    | ITF $10.000 | Sand  | Ionela-Andreea Iova  | Martina Caciotti Zuzana Zlochová           | 6:3, 6:4         |
| 3.  | 1. Mai 2010        | Vic      | ITF $10.000 | Sand  | Mihaela Buzărnescu   | Olga Brózda Barbara Sobaszkiewicz          | 7:5, 3:6, [10:7] |
| 4.  | 28. Juni 2014      | Bukarest | ITF $10.000 | Sand  | Raluca Elena Joitoiu | Nikolá Horáková Anastasia Vdovenco         | 6:1, 6:3         |
| 5.  | 12. Juli 2014      | Iași     | ITF $10.000 | Sand  | Raluca Elena Joitoiu | Oana Georgeta Simion Gabriela Lee          | 2:6, 6:4, [10:6] |
| 6.  | 23. August 2014    | Bukarest | ITF $10.000 | Sand  | Raluca Elena Joitoiu | Camelia-Elena Hristea Oana Georgeta Simion | 6:1, 6:1         |